# Lophosaurus dilophus
Lophosaurus dilophus är en ödleart som beskrevs av Duméril och Bibron 1837. Lophosaurus dilophus ingår i släktet Lophosaurus och familjen agamer. Inga underarter finns listade i Catalogue of Life.
Arten förekommer på Nya Guinea och på flera ögrupper i samma region. Honor lägger ägg.